# 영등포구 을
서울 영등포구 을은 대한민국의 국회의원 선거구이다. 서울특별시 영등포구 일부 지역을 관할한다. 현 지역구 국회의원은 더불어민주당의 김민석이다.

## 역사
1988년 대한민국 제13대 국회의원 선거를 앞두고 영등포구 선거구가 갑, 을로 분구되면서 신설되었다. 신설 당시 여의동과 신길동 일부, 대림동이 새로 생긴 영등포구 을에 속했고, 나머지 지역인 영등포동, 당산동, 도림동, 문래동, 양평동, 신길2~3동은 영등포구 갑으로 묶였다.

## 관할 구역
| 대수        | 관할 구역                                                                                               |
| ----------- | --- |
| 13대 ~ 현재 | 영등포구 여의동, 신길제1동, 신길제4동, 신길제5동, 신길제6동, 신길제7동, 대림제1동, 대림제2동, 대림제3동 |

## 역대 국회의원
| 선거   | 정당 | 정당           | 의원   |
| ------ | ---- | -------------- | ------ |
| 1988년 |      | 민주정의당     | 김명섭 |
| 1989년 |      | 민주정의당     | 나웅배 |
| 1992년 |      | 민주자유당     | 나웅배 |
| 1996년 |      | 새정치국민회의 | 김민석 |
| 2000년 |      | 새천년민주당   | 김민석 |
| 2002년 |      | 한나라당       | 권영세 |
| 2004년 |      | 한나라당       | 권영세 |
| 2008년 |      | 한나라당       | 권영세 |
| 2012년 |      | 민주통합당     | 신경민 |
| 2016년 |      | 더불어민주당   | 신경민 |
| 2020년 |      | 더불어민주당   | 김민석 |
| 2024년 |      | 더불어민주당   | 김민석 |

## 역대 선거 결과

### 대한민국 제13대 국회의원 선거
|  | 29.15% |

|  | 28.72% |

|  | 28.64% |

|  | 13.47% |

### 1989년 대한민국 재보궐선거
|  | 38.68% |

|  | 30.04% |

|  | 18.78% |

|  | 7.14% |

|  | 4.91% |

|  | 0.45% |

김명섭 의원이 의원직 상실을 당하면서 치러진 1989년 대한민국 재보궐선거에서 민주정의당 나웅배 후보가 당선되었다.

### 대한민국 제14대 국회의원 선거
|  | 41.18% |

|  | 40.95% |

|  | 14.15% |

|  | 3.70% |

### 대한민국 제15대 국회의원 선거
|  | 48.87% |

|  | 32.49% |

|  | 9.69% |

|  | 8.93% |

본 선거에서 배우인 최불암이 본명인 최영한으로 1996년 국회의원 선거에서 신한국당 후보로 출마하였으나 낙선하였다.

### 대한민국 제16대 국회의원 선거
|  | 60.39% |

|  | 28.98% |

|  | 4.52% |

|  | 3.24% |

|  | 2.84% |

### 2002년 대한민국 재보궐선거
|  | 54.91% |

|  | 37.74% |

|  | 3.83% |

|  | 2.45% |

|  | 1.06% |

### 대한민국 제17대 국회의원 선거
|  | 43.38% |

|  | 41.67% |

|  | 13.27% |

|  | 1.66% |

### 대한민국 제18대 국회의원 선거
|  | 57.56% |

|  | 39.73% |

|  | 2.69% |

### 대한민국 제19대 국회의원 선거
|  | 52.60% |

|  | 47.39% |

### 대한민국 제20대 국회의원 선거
|  | 41.05% |

|  | 37.69% |

|  | 18.72% |

|  | 1.84% |

|  | 0.68% |

### 대한민국 제21대 국회의원 선거
|  | 50.26% |

|  | 44.35% |

|  | 3.53% |

|  | 1.36% |

|  | 0.48% |

### 대한민국 제22대 국회의원 선거
|  | 50.18% |

|  | 49.03% |

|  | 0.78% |